# Milieu intergalactique chaud
Pour les articles homonymes, voir WHIM.

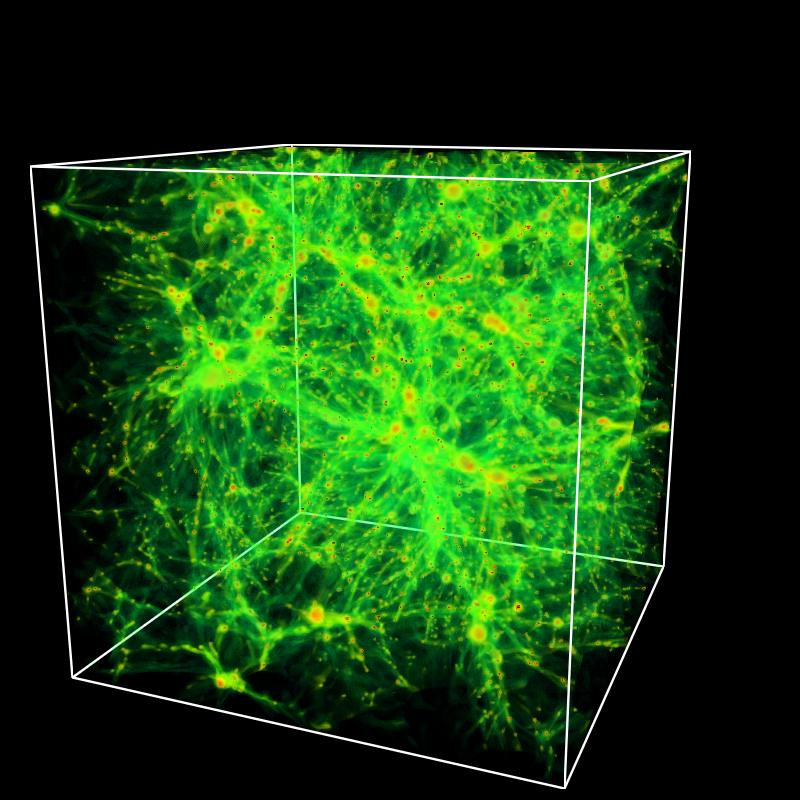
Simulation informatique montrant la distribution du gaz dans le milieu intergalactique chaud.

Le milieu intergalactique chaud (WHIM, pour l'anglais warm-hot intergalactic medium) est un plasma clairsemé, chaud à très chaud (105 à 107 K), dont les astrophysiciens supposent l'existence dans l'espace situé entre les galaxies. Ce milieu est supposé contenir de 40 à 50 % des baryons (c'est-à-dire la « matière normale » existant sous forme de plasma ou d'atomes et de molécules, par opposition à la matière noire) dans l'Univers tel qu'on peut l'observer actuellement,,.
Le milieu intergalactique chaud peut être décrit comme une nappe très peu dense de gaz chaud. Une grande partie de la connaissance le concernant provient de simulations informatiques du cosmos. Il devrait former une structure, ténue et en forme de filaments, de baryons hautement ionisés, d’une densité de une à dix particules par mètre cube. Dans le milieu intergalactique chaud, le gaz subit des ondes de choc dues à l'activité des noyaux actifs de galaxie, ainsi que des processus gravitationnels de fusion et d’accrétion de matière. Une partie de l'énergie gravitationnelle engendrée par ces effets est convertie en énergie thermique.
En raison de la température élevée du milieu intergalactique chaud, on s’attend à ce que la manière la plus facile de l'observer soit celle de son absorption et son émission de lumière ultraviolette et en rayons X de faible énergie. Pour le localiser, les chercheurs ont étudié les observations aux rayons X d'un trou noir supermassif en croissance rapide, appelé aussi noyau actif de galaxie. Ces chercheurs ont constaté que les atomes d’oxygène situés dans le milieu intergalactique chaud absorbaient les rayons X qui le traversaient. En mai 2010, un gigantesque réservoir de milieu intergalactique chaud, situé le long de la structure galactique en forme de grand mur qu'est le Groupe du Sculpteur, situé à environ 400 millions d'années-lumière de la Terre, a été détecté par le télescope spatial à rayons X Chandra,.

## Découverte
On présume l'existence du milieu intergalactique chaud depuis la fin du XXe siècle. En 2025, une équipe internationale annonce la découverte d'un filament de gaz dont l'analyse spectroscopique confirme qu'il contient un milieu intergalactique chaud. Ce filament relie deux paires d'amas de galaxies (A3532-A3530 et A3528 N-S, dans le superamas de Shapley), sur une distance de 23 millions d'années-lumière. Il est composé principalement d'électrons libres et de protons à 11,6 millions de kelvins, et présente une densité dix fois supérieure au milieu intergalactique normal et une masse totale de 1013 masses solaires, soit environ cent fois celle de la Voie lactée,.